# Irlanda
L'Irlanda (in irlandese Éire; in inglese Ireland), ufficialmente Repubblica d'Irlanda (in irlandese Poblacht na Éireann; in inglese Republic of Ireland), è una repubblica parlamentare, membro dell'Unione europea.
Geograficamente la Repubblica d'Irlanda occupa circa l'85% della superficie dell'isola irlandese, la seconda più estesa tra le isole britanniche; il restante 15% rappresenta una delle nazioni costitutive del Regno Unito, cioè l'Irlanda del Nord. La sua popolazione è di poco più di 5,3 milioni di abitanti, e la sua capitale, sede di governo, parlamento, presidenza e organi giudiziari, è Dublino, situata al centro della costa orientale. Altre città importanti sono: Cork, Galway, Limerick, Drogheda, Sligo, Kilkenny, Tralee, Latterkenny, Waterford.
La Repubblica d'Irlanda come amministrativamente è oggi conosciuta ha origine nel 1922 per scissione dal Regno Unito di Gran Bretagna e Irlanda al termine della guerra d'indipendenza irlandese. Il 6 dicembre di tale anno nacque, infatti, lo Stato Libero d'Irlanda, con lo status di dominion all'interno dell'Impero britannico. Con lo statuto di Westminster del 1931 emanato da Londra acquisì maggiore indipendenza come gli altri dominion della Corona, e nel 1937, con la nuova costituzione, lo Stato Libero d'Irlanda si dichiarò completamente sovrano; nel 1949 fu rescisso anche l'ultimo legame formale con il Regno Unito quando lo Stato Libero si costituì in repubblica.
Per lungo tempo dopo l'indipendenza l'economia irlandese rimase povera e il paese continuò a essere terra di emigrazione; il protezionismo terminò nel 1950 e nel 1973 il paese entrò nella Comunità economica europea (oggi Unione europea). Una nuova crisi economica sopraggiunta nel 1980 indusse il governo a riforme su larga scala che provocarono nuova emigrazione, ma la rapida crescita dell'economia irlandese nel corso degli anni novanta valse al paese l'appellativo di tigre celtica che lo contraddistinse fino alla crisi finanziaria globale del 2007/2010. Classificata ai primi posti per la libertà di stampa e per libertà economica, ha raggiunto anche una buona posizione per quanto concerne il suo sistema d'istruzione, la libertà politica e la democrazia. L'Irlanda è membro delle organizzazioni per la cooperazione e lo sviluppo economico, del commercio e delle Nazioni Unite.

## Il nome
La Costituzione d'Irlanda, redatta nel 1937, afferma che la denominazione ufficiale dello Stato è Éire, in irlandese, e poi Ireland, in inglese (tradotti in italiano con "Irlanda"). Al fine di enfatizzare la forma repubblicana oltre che la totale indipendenza, nel 1948 il Republic of Ireland Act ha stabilito che la descrizione ufficiale dello Stato è Poblacht na hÉireann, in irlandese, e Republic of Ireland in inglese (tradotti in italiano con "Repubblica d'Irlanda"). Questa forma viene utilizzata per distinguere lo Stato dall'intera isola.
Sebbene spesso sia usata la denominazione ufficiale, che tra l'altro è l'unica accettata dal Regno Unito, nei trattati e nelle iniziative internazionali viene usato Ireland. Questa situazione caotica è stata risolta, almeno in parte, con l'adozione del gaelico irlandese, a partire dal 2007, come ventunesima lingua ufficiale dell'Unione europea; lo Stato viene infatti attualmente chiamato con entrambe le lingue costituzionali, irlandese e inglese, similmente a quanto accade per Finlandia o Belgio, con i contrassegni Éire e Ireland.
In italiano, generalmente, viene chiamata Irlanda tranne quando si sta facendo riferimento anche all'omonima isola o all'Irlanda del Nord; in tali casi, per non generare incomprensioni, viene chiamata Eire o Repubblica d'Irlanda. In gaelico irlandese invece, come detto, l'utilizzo di Éire (che in italiano viene letto in maniera letterale ma la cui pronuncia esatta è [ˈeːrʲə]) non risolve i problemi in quanto è anche il nome di tutta l'isola.
Il nome Éire è una forma nominativa moderna del gaelico che richiama la divinità chiamata anticamente Ériu, una dea mitologica che aiutò i Gaelici nella conquista dell'isola irlandese, come descritto dal Libro delle Invasioni. La forma dativa Éirinn è anglicizzata in Erin, forma usata occasionalmente per indicare in poesia l'Irlanda nella lingua inglese, fino a divenire anche un nome di persona femminile.
La nazione ha anche altri nomi in inglese, come The Free State ("lo Stato Libero") e Twenty-six Counties ("le 26 contee"). Spesso nel Regno Unito viene chiamata anche Southern Ireland ("Irlanda del Sud"), sebbene informalmente dato che fu usato ufficialmente solo in un breve periodo transitorio. Gli irlandesi, inoltre, a volte chiamano la propria nazione The South, mentre non è raro sentire nordirlandesi parlare dei confinanti dicendo "andare nel sud" o affermazioni simili. Al contrario l'Irlanda del Nord viene chiamato The North. Sud e nord sono concezioni del tutto politiche, dato che viaggiando dal Donegal (Repubblica d'Irlanda) verso Tyrone o Fermanagh (Irlanda del Nord) si cammina verso sud, essendo la prima contea la più settentrionale di tutte, pur facendo parte della Repubblica.

## Storia

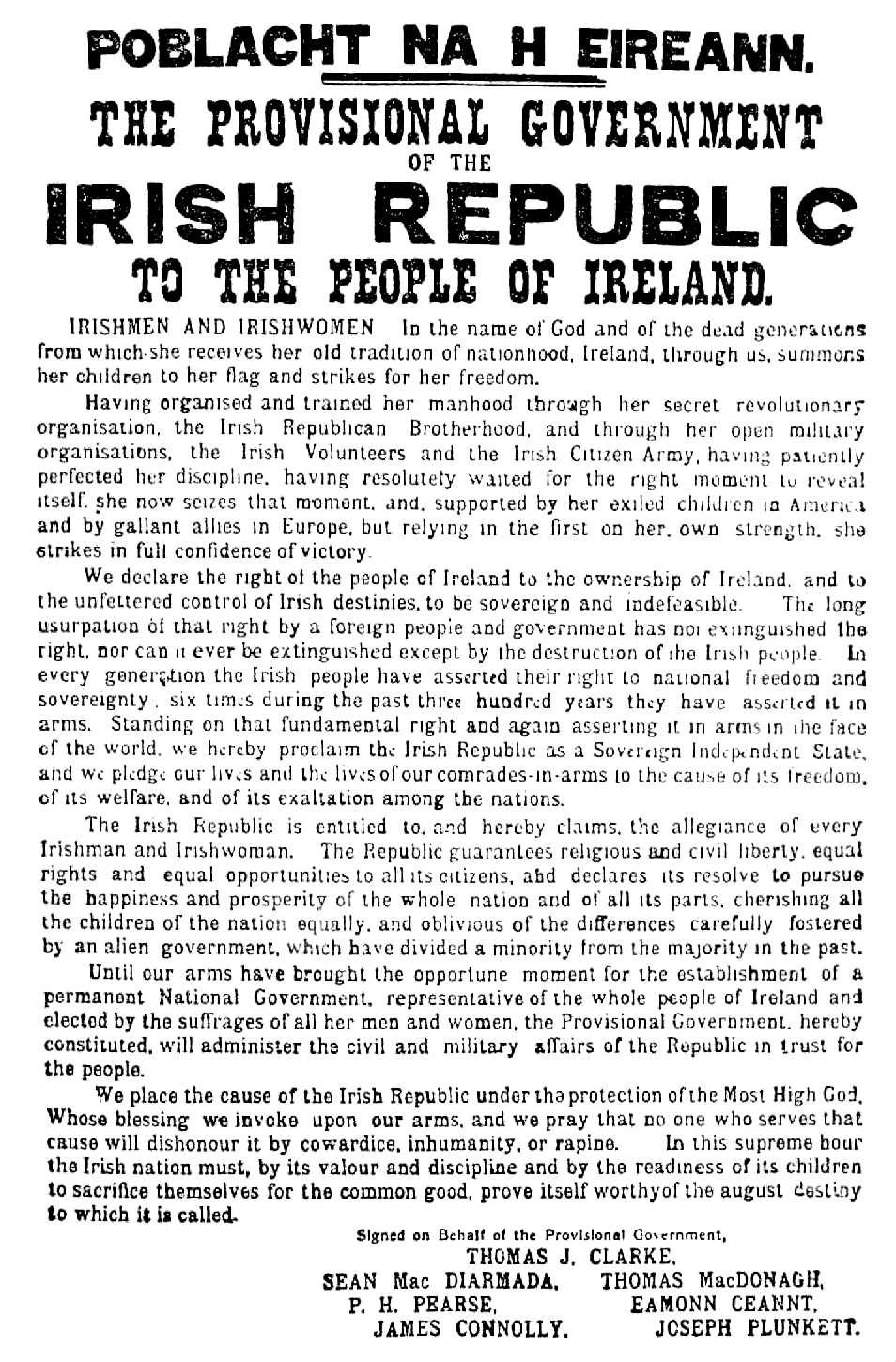
Proclamazione della Repubblica irlandese nel 1916.

Tra il V e il IV secolo a.C. in Irlanda s'insediarono i Gaeli, una popolazione di origine celtica. Dopo il 400 ebbe inizio l'opera di evangelizzazione del paese a cura dei primi missionari cristiani, tra cui il monaco Patrizio, diventato poi patrono dell'isola. Nel XII secolo gli inglesi ne cominciarono la conquista e nel 1541 il sovrano inglese Enrico VIII si proclamò re d'Irlanda.
Gli irlandesi furono quindi sottoposti a una dura repressione e discriminazione da parte delle autorità inglesi, che continuò nei decenni successivi. Le leggi proibivano loro di praticare la religione cattolica. A partire dagli anni cinquanta del XVI secolo, l'Inghilterra rafforzò la sua posizione insediando contadini protestanti sulle terre confiscate ai cattolici locali nella provincia dell'Ulster. I loro discendenti vivevano nel timore di essere cacciati dalle terre che avevano coltivato, il che li portò a sentirsi in comunione di interessi con i grandi proprietari terrieri protestanti anglo-irlandesi. Così, gli stessi non osarono sfidare la politica imposta dai governi britannici, per paura di incoraggiare i cattolici diseredati.

### L'Ottocento e le spinte autonomistiche

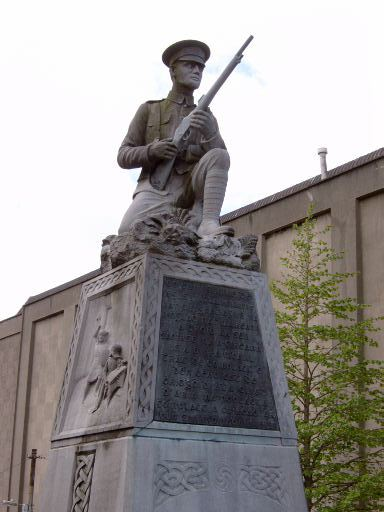
Monumento ai soldati dell'IRA ubicato a Dublino.

Durante la grande carestia, dal 1845 al 1849, la popolazione dell'isola scese del 30% passando da oltre 8 milioni a meno di 6 milioni. Un milione di irlandesi morirono di fame e/o malattia e altri 1,5 milioni emigrarono, in particolare verso gli Stati Uniti.
Dal 1874, un'importante figura della politica irlandese fu Charles Stewart Parnell, leader del Partito Parlamentare Irlandese. Fu il principale partito che cercò di ottenere l'autogoverno, con una limitata autonomia nazionale, dal Regno Unito. L'emigrazione continuò anche nel secolo successivo, con un conseguente calo costante della popolazione fino al 1960.
Dopo la nascita del Partito irlandese e il manifestarsi di volontà autonomiste, il parlamento inglese riconobbe l'identità nazionale d'Irlanda, ma fu solo nel 1921, a seguito di scontri sanguinosi, che le 26 contee del sud del paese (a maggioranza cattolica) ottennero l'indipendenza. Le 6 contee del nord, a forte presenza protestante, restarono unite alla Gran Bretagna formando l'Irlanda del Nord. Dal 1º gennaio 1801 fino al 6 dicembre 1922 l'Irlanda fece parte del Regno Unito (di Gran Bretagna e Irlanda).

### Il processo d'indipendenza (1918-1949)
Nelle elezioni generali britanniche del dicembre 1918, il partito indipendentista Sinn Féin conquistò 73 dei 106 seggi della Camera dei Comuni (Londra) che si assegnavano in Irlanda. Nel gennaio 1919, i membri del parlamento eletti per il Sinn Fein rifiutarono di prendere possesso del loro seggio a Westminster e insediarono un parlamento irlandese fuorilegge, il Dáil Éireann, che proclamò immediatamente e in via unilaterale l'indipendenza della Repubblica irlandese, la quale però non ottenne alcun riconoscimento internazionale. Dopo l'aspra guerra di indipendenza i rappresentanti del governo britannico e l'Aireacht (gabinetto) dell'Eire nel 1921 negoziarono il trattato anglo-irlandese.
In ambito internazionale fu riconosciuto uno Stato irlandese con il nome di Stato Libero d'Irlanda (in gaelico: Saorstát Éireann, in inglese: Irish Free State). Il nuovo Stato avrebbe dovuto coprire in teoria l'intera isola, ma le due parti concordarono che l'Irlanda del Nord (che era già diventata un'entità autonoma) potesse scegliere se rimanere sotto il Regno Unito, e così avvenne. Il Dáil approvò il trattato di pace. Le 26 contee rimaste entrarono a far parte dello Stato Libero, che avrebbe avuto lo status di dominion all'interno dell'Impero britannico (il cui capo dello Stato era il Re del Regno Unito). Aveva un Governatore generale, un Parlamento bicamerale, un gabinetto chiamato Executive Council ed un primo ministro (President of the Executive Council). Una parte del movimento indipendentista, guidata da Éamon de Valera, non accettò gli accordi con il governo britannico, in quanto non garantivano l'unità dell'isola e mantenevano i citati legami costituzionali con il Regno Unito. Ne conseguì una guerra civile, che si concluse con la sconfitta della fazione contraria agli accordi.
Durante gli anni '30 l'Irlanda combatté una guerra commerciale con il Regno Unito (conosciuta come la Economic War), scaturita dalla volontà del governo irlandese di non voler più onorare alcune clausole del trattato anglo-irlandese del 1921 circa i pagamenti di affitti per le terre concesse in prestito dalla Gran Bretagna ai contadini irlandesi, anche per tentare di invertire il saldo pesantemente negativo della bilancia commerciale a seguito del crollo di Wall Street.
Il 29 dicembre 1937 fu promulgata una nuova costituzione, la Bunreacht na hÉireann. Sostituì l'Irish Free State con un nuovo Stato, l'Éire o, in lingua inglese, Ireland (Irlanda). Sebbene questa struttura costituzionale dello Stato prevedesse un presidente invece che un re, non era una repubblica effettiva. Il re, infatti, rimaneva il simbolo politico che rappresentava la nazione.
Durante la seconda guerra mondiale l'Irlanda, dissestata dalla recente guerra d'indipendenza sfociata poi in guerra civile, scelse un'attenta e cauta neutralità per evitare ulteriori fardelli socio-economici. Dublino venne però bombardata per errore dalla Luftwaffe il 31 maggio 1941, da aerei tedeschi che erano diretti a bombardare il porto di Belfast e ciò spinse molti irlandesi ad arruolarsi come volontari nell'esercito inglese.
Il Republic of Ireland Act, approvato nel 1948 dall'Oireachtas (il Parlamento irlandese) ed entrato in vigore il 18 aprile 1949, dichiarò l'Éire una repubblica, uscendo dal Commonwealth e dando al Presidente della Repubblica anche quel ruolo di rappresentanza effettivo.

#### Il dopoguerra
L'Irlanda abbandonò il Commonwealth nel 1949, quando divenne una repubblica, e aderì alle Nazioni Unite nel 1955 e alla CEE (ora Unione europea) nel 1973. I governi irlandesi hanno spesso auspicato una pacifica riunificazione dell'isola e hanno cooperato con la Gran Bretagna per dissipare i violenti conflitti fra i gruppi paramilitari nell'Irlanda del Nord, conosciuti come i Troubles.
Un accordo di pace per l'Irlanda del Nord, conosciuto come Good Friday Agreement (od accordo di Belfast), approvato nel 1998 con referendum in entrambe le nazioni (Irlanda del Nord e Repubblica d'Irlanda), è in fase di attuazione.
Nel 2008, con un referendum popolare, il popolo irlandese si è espresso contro la ratifica del trattato di Lisbona, bloccando l'approvazione della Costituzione europea e creando una impasse all'interno dell'Unione, che si è però risolta con un ulteriore referendum, il 2 ottobre 2009, che ha invece sancito l'approvazione del documento.

## Geografia
L'Irlanda viene chiamata anche "Isola di smeraldo" o "Paese Verde" per le sue immense distese di prati e pascoli che occupano più dei 2/3 del territorio. L'isola d'Irlanda si estende per 84421 km² (32595 mi²) dei quali cinque sesti appartengono all'Éire. È bagnata ad ovest dall'Oceano Atlantico, a nord-est dal canale del Nord. Ad est invece c'è il Mare d'Irlanda che si riconnette all'oceano a sud-ovest tramite il canale di San Giorgio e il Mare Celtico. La costa occidentale dell'Irlanda consiste per lo più di scogliere (tra cui le celeberrime Cliffs of Moher), ampie baie circolari ricche di isole e spiagge che mutano velocemente con la marea, mentre quella meridionale da lunghe penisole, spiagge lunghissime e insenature molto strette, l'orientale è compatta e rettilinea.
Il territorio vicino alla costa è formato spesso da colline e basse montagne (il punto più alto è Carrantuohill a 1038 m). Per il resto quasi tutto il territorio centrale è composto di pianure e prati, attraversati da vari fiumi, il più lungo dei quali, lo Shannon, forma già da solo numerosi laghi o loughs. Il centro della nazione è formato dalle paludi dello Shannon, con vaste distese di torba, usata per la combustione.
Le città principali sono la capitale Dublino sulla costa orientale, Cork nel sud, Galway e Limerick sulla costa occidentale e Waterford nel sud-est.

### Clima
Il clima dell'Irlanda è di tipo oceanico temperato, caratterizzato da piogge per tutto l'anno. Il clima è sensibilmente mitigato dalla Corrente del Golfo, cosicché in dicembre e gennaio le temperature minime raramente sono inferiori a −5 °C mentre d'estate le temperature solo sporadicamente sono superiori a 26 °C. Le precipitazioni sono più diffuse durante i mesi invernali e meno durante i primi mesi estivi. Le aree sud-occidentali sperimentano la maggior parte delle precipitazioni a causa dei venti da sud ovest, mentre Dublino ne riceve il minimo. L'estremo nord ovest del paese è una delle regioni più ventose d'Europa, con un grande potenziale per lo sfruttamento dell'energia eolica. L'Irlanda riceve normalmente tra le 1 100 e le 1 600 ore di sole all'anno; la maggior parte delle aree ha una media tra 3,25 e 3,75 ore al giorno. I mesi più soleggiati sono maggio e giugno, che hanno una media tra le 5 e le 6,5 ore al giorno per la maggior parte del paese. L'estremo sud-est riceve più sole, con una media di oltre 7 ore al giorno all'inizio dell'estate.
La temperatura più alta registrata in Irlanda è stata di 33,3 °C il 26 giugno 1887 al castello di Kilkenny, mentre la più bassa è stata di −19,1 °C il 16 gennaio 1881 al castello di Markree a Sligo.

## Popolazione

### Demografia

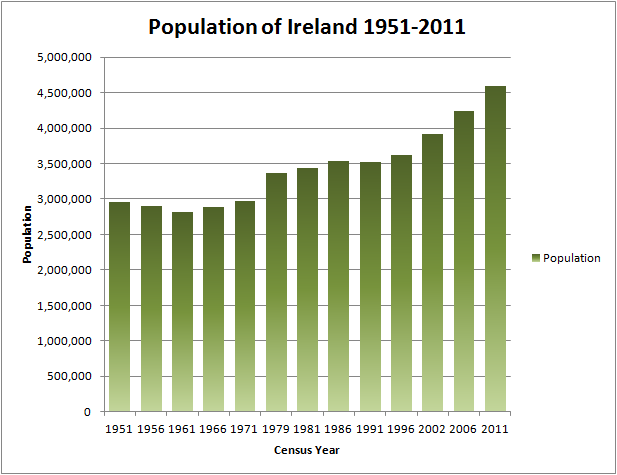
Popolazione irlandese dal 1951

La maggioranza degli irlandesi è di etnia celtica, con una cospicua minoranza anglo-sassone e norrena. I segnali stradali sono bilingui, tranne che nelle zone Gaeltacht, dove sono soltanto in irlandese; i media nazionali spesso usano la lingua irlandese. Le zone dove si parla solo irlandese (le Gaeltacht) sono regioni ben definite più o meno vaste, situate per lo più sulla costa occidentale.
I Nomadi Irlandesi o Viaggiatori (Travellers), chiamati anche calderai (tinkers) nel linguaggio popolare, sono un gruppo etnico di minoranza, collegato politicamente (ma non etnicamente) ai gruppi nomadi dell'Europa continentale come i Rom.
In contrapposizione e contrasto alla conservazione dell'identità e tradizione nazionale celtica si deve annotare, dalla metà degli anni novanta in poi, un crescente afflusso di immigrati extracomunitari, insediatisi principalmente nella capitale Dublino e gradualmente in tutti i capoluoghi di contea fino anche ai centri minori.
La popolazione dell'Irlanda era di 4.761.865 nel 2016, con un aumento del 12,3% rispetto al 2006. A partire dal 2011, l'Irlanda ha avuto il più alto tasso di natalità nell'Unione europea (16 nascite per 1 000 abitanti) anche grazie all'immigrazione. Nel 2014, il 36,3% delle nascite erano da donne non sposate. Il tasso di fecondità totale (TFR) nel 2017 è stato stimato in 1,80 figli nati per donna, al di sotto del tasso di sostituzione di 2,1, rimane notevolmente al di sotto del massimo di 4,2 figli nati per donna nel 1850. Nel 2018 l'età media della popolazione irlandese era di 37,1 anni.
Al momento del censimento del 2016, il numero di cittadini non irlandesi era di 535.475. Ciò rappresenta una diminuzione del 2% rispetto al dato del censimento del 2011 di 544.357. Le comunità più numerose erano quella polacca (122.515), britannica (103.113), lituana (36.552), rumena (29.186) e lettone (19.933). Rispetto al 2011, il numero di cittadini polacchi, britannici, lituani, rumeni e lettoni è diminuito. Ci sono state quattro nuove aggiunte alle prime dieci maggiori nazionalità non irlandesi nel 2016: brasiliana (13.640), spagnola (12.112), italiana (11.732) e francese (11.661).
| Paesi di origine | Paesi di origine |
| ---------------- | ---------------- |
| Irlanda          | 4 226 390        |
| Polonia          | 122 515          |
| Regno Unito      | 103 113          |
| Lituania         | 36 552           |
| Romania          | 29 186           |
| Lettonia         | 19 933           |
| Brasile          | 13 640           |
| Spagna           | 12 112           |
| Italia           | 11 732           |
| Francia          | 11 661           |
| Germania         | 11 531           |
| Altri            | 175 161          |
| Totale (2016)    | 4 761 865        |

### Religione
Lo stato è laico e vi è totale libertà di culto. Secondo il censimento del 2016, il 78,31% della popolazione della Repubblica d'Irlanda è cattolica (vedi Chiesa cattolica in Irlanda). La seconda religione risulta essere quella anglicana, che fa capo alla Chiesa d'Irlanda, con un seguito del 2,65% della popolazione. I musulmani sono l'1,33%. Seguono gli ortodossi con l'1,31%. Il 9,44% dichiara di non avere un credo religioso. Il 2,63% non dichiara la propria religione. Nel 2006 i cattolici erano l'86,8%, seguiti dagli anglicani col 3% e dai musulmani con lo 0,8%. Il 4,4% dichiarava di non avere un credo religioso.

### Lingue

Percentuale di popolazione parlante l'irlandese quotidianamente in un censimento del 2011

La Costituzione dell'Irlanda stabilisce, all'articolo 8, che il gaelico irlandese, in quanto lingua nazionale, sia la prima lingua ufficiale, e come tale viene insegnato in tutte le scuole. Il 39% della popolazione lo parla correntemente. L'inglese è riconosciuto come seconda lingua ufficiale, ma è effettivamente parlato da quasi tutta la popolazione. L'articolo 25 prevede, inoltre, che per i testi di legge approvati in una sola delle lingue ufficiali debba essere fatta una traduzione ufficiale nell'altra lingua. Fino al 1980 le leggi erano pubblicate sia in irlandese sia in inglese. I regolamenti non devono più essere tradotti in irlandese dal 1988. I segnali stradali sono generalmente bilingui, tranne che nelle regioni Gaeltacht dove sono esclusivamente in gaelico. La maggior parte dei giornali sono solo in lingua inglese. L'emittente pubblica RTÉ trasmette il servizio TV e radio anche in irlandese. Gran parte delle pubblicazioni del governo sono disponibili in entrambe le lingue e i cittadini hanno il diritto di trattare con lo Stato in irlandese. La lingua polacca è una delle lingue più parlate in Irlanda dopo l'inglese. Ci sono 63 276 polacchi residenti in Irlanda secondo il censimento del 2006. Altre lingue parlate in Irlanda includono lo Shelta, parlato dalla popolazione irlandese dei Traveller e un dialetto scozzese parlato da alcuni discendenti di coloni scozzesi nell'Ulster. La maggior parte degli studenti della scuola secondaria sceglie uno o due lingue straniere da imparare. Le lingue disponibili per il Junior Certificate e il Leaving Certificate comprendono francese, tedesco, italiano e spagnolo. Con il Leaving Certificate gli studenti possono anche studiare l'arabo, giapponese e russo. Alcune scuole offrono anche il greco antico, ebraico antico e latino.

## Ordinamento dello Stato

### Giustizia

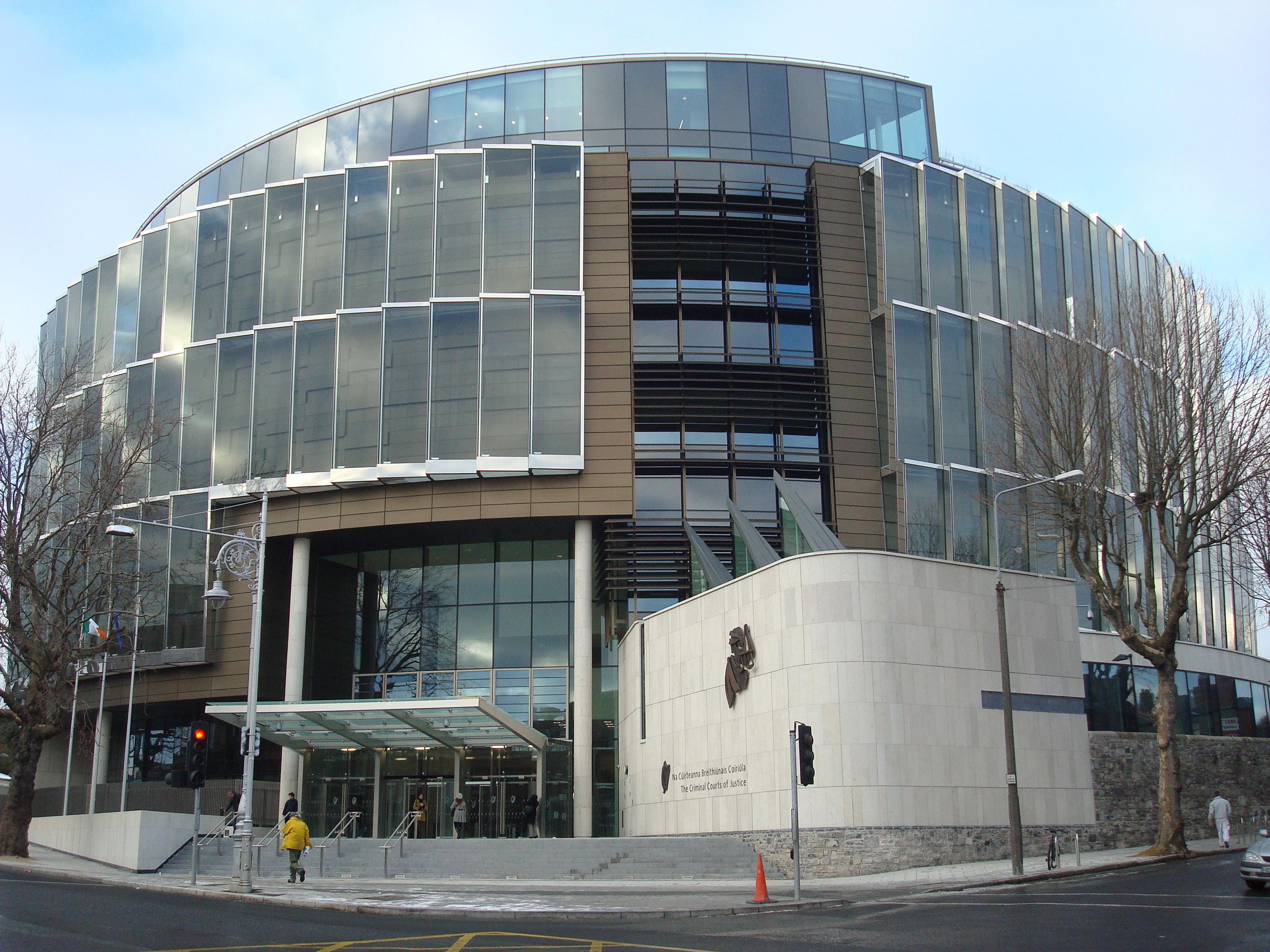
Corte di Giustizia Penale a Dublino.

L'Irlanda ha un sistema giuridico di tipo common law con una Costituzione scritta che ne sancisce lo statuto di democrazia parlamentare. Il sistema giudiziario è costituito dalla Corte Suprema, la Corte d'Appello Penale, l'Alta Corte, la Corte di Circuito e il Tribunale distrettuale, nei quali si applicano le leggi irlandesi. I processi per reati gravi devono essere tenuti in genere davanti a una giuria. L'Alta Corte e la Corte Suprema hanno l'autorità, per mezzo di un sindacato giurisdizionale, di determinare la compatibilità delle leggi e delle attività di altre istituzioni dello Stato con la Costituzione e la legge. Salvo che in circostanze eccezionali, le udienze devono avvenire in pubblico. I giudici penali operano nella Corte di giustizia penale.
Questa comprende la Corte distrettuale della Corte d'Appello Penale, Corte distrettuale penale di Dublino e la Corte penale centrale.

### Cittadinanza
Le leggi irlandesi sulla cittadinanza riguardano "l'isola d'Irlanda" (inclusi isole e mari), in modo da estendere la loro applicazione anche all'Irlanda del Nord, che fa parte del Regno Unito. Pertanto, chi è nato in Irlanda del Nord e soddisfa i requisiti per essere un cittadino irlandese, come la nascita sull'isola d'Irlanda, un genitore cittadino irlandese o britannico, o un genitore che ha diritto a vivere in Irlanda del Nord o nella Repubblica d'Irlanda senza restrizioni sulla loro residenza, ha diritto alla cittadinanza irlandese e può ottenere il passaporto irlandese.

### Suddivisioni amministrative
Da un punto di vista storico l'isola d'Irlanda è divisa in quattro province e 26 contee. La suddivisione in contee risale ai tempi della conquista normanna, nella Repubblica d'Irlanda l'area geografica delle antiche contee storiche è ancora parzialmente usata per delimitare la suddivisione amministrativa del territorio.

#### Contee
Man a mano che i Regni gaelici si scioglievano o venivano assoggettati dalla Corona Britannica, la suddivisione adottata fu quella delle contee. Per gran parte della storia la suddivisione è stata in 32 contee tradizionali, tutt'oggi molto radicate a livello popolare ed utilizzate per manifestazioni culturali o sportive. L'attuale struttura è basata sull'impianto fissato dal Local Government (Ireland) Act del 1898 che ridefinì e modellò i confini delle contee come sono ancora oggi.
Dopo la Guerra d'Indipendenza, la Repubblica amministrava 26 delle contee tradizionali mentre l'Irlanda del Nord era formata da 6 contee dell'Ulster, le ben note Six Counties.
Mentre in Irlanda del Nord le contee vennero soppiantate in relativamente poco tempo da dei distretti con territori il più delle volte molto differenti, le contee dell'Eire hanno continuato a rimanere invariate fino al 1994, quando anche per pressioni dell'Unione europea per l'eccessivo accentramento del potere amministrativo, la storica Contea di Dublino è stata divisa in quattro autorità locali, la città di Dublino amministrata autonomamente e le contee di Fingal, Dún Laoghaire-Rathdown e South Dublin. Anche la Contea di Tipperary fu divisa in South e North, rendendo formale una divisione de facto da sempre esistita. Le contee erano pertanto 29 con 5 consigli cittadini autonomi.
La riforma dell'amministrazione locale (Local Government Reform Act 2014), entrata in vigore il 1º giugno 2014 e atto ed effettuare tagli alla spesa pubblica, oltre a riunificare la Contea di Tipperary, prevede una divisione dell'amministrazione territoriale della Repubblica d'Irlanda in 26 contee (che grossomodo ricalcano geograficamente le contee preesistenti e sono 23 contee tradizionali più le 3 moderne di Dublino), due cosiddetti "city and county council" (ovvero le contee di Waterford e Limerick che erano state separate nel 2001 dalle città e ora riunificati con prerogative di rappresentanza per le due città peculiari) e tre consigli cittadini autonomi invece che cinque (Dublino, Cork e Galway soltanto). Le contee attuali sono pertanto 28, per un totale con le tre città di 31 enti amministrativi.
|  | 1. Fingal 2. Dublino (City Council) 3. Dún Laoghaire-Rathdown 4. South Dublin 5. Wicklow 6. Wexford 7. Carlow 8. Kildare 9. Meath 10. Louth 11. Monaghan 12. Cavan 13. Longford 14. Westmeath 15. Offaly 16. Laois | 1. Kilkenny 2. Waterford (City and County Council) 3. Cork (City Council) 4. Cork 5. Kerry 6. Limerick (City and County Council) 7. Tipperary 8. Clare 9. Galway 10. Galway (City Council) 11. Mayo 12. Roscommon 13. Sligo 14. Leitrim 15. Donegal |

#### Province
Delle quattro province d'Irlanda, che non hanno alcuna rilevanza politica o amministrativa, la Repubblica d'Irlanda ne occupa interamente tre, ovvero Leinster, Munster e Connacht, mentre dell'ultima, l'Ulster, possiede tre contee soltanto.

### Istituzioni

#### Università
Nel 1592 venne fondato dalla regina Elisabetta I d'Inghilterra il Trinity College di Dublino, la più antica università irlandese. Le altre principali università del paese rientrano nel sistema universitario federale noto come National University of Ireland, il quale comprende l'University College Cork (fondato dalla Regina Vittoria nel 1845 come Queen's College insieme all'Università di Galway e a quella di Belfast), l'University College Dublin, NUI Galway e la Maynooth University.

#### Sistema sanitario
Il Ministero della Sanità e dell'Infanzia è responsabile della gestione generale per quanto riguarda il servizio sanitario. Ogni persona fisica residente in Irlanda ha diritto a ricevere assistenza sanitaria attraverso il sistema sanitario pubblico, che è gestito dalla Health Service Executive ed è finanziato dalla fiscalità generale. Una persona può essere tenuta a pagare un canone agevolato per talune cure mediche ricevute a seconda del reddito, dell'età, della malattia o dell'eventuale disabilità. Tutti i servizi di maternità sono forniti gratuitamente fino all'età di 12 anni per i bambini. Le cure d'emergenza al pronto soccorso sono fornite a un costo di 100 euro. Chiunque sia in possesso di una tessera sanitaria Europea, ha il diritto al mantenimento e al trattamento medico presso gli ospedali pubblici dell'Health Service Executive. I servizi ambulatoriali sono forniti gratuitamente. L'assicurazione sanitaria privata è opzionale.

#### Forze armate e polizia

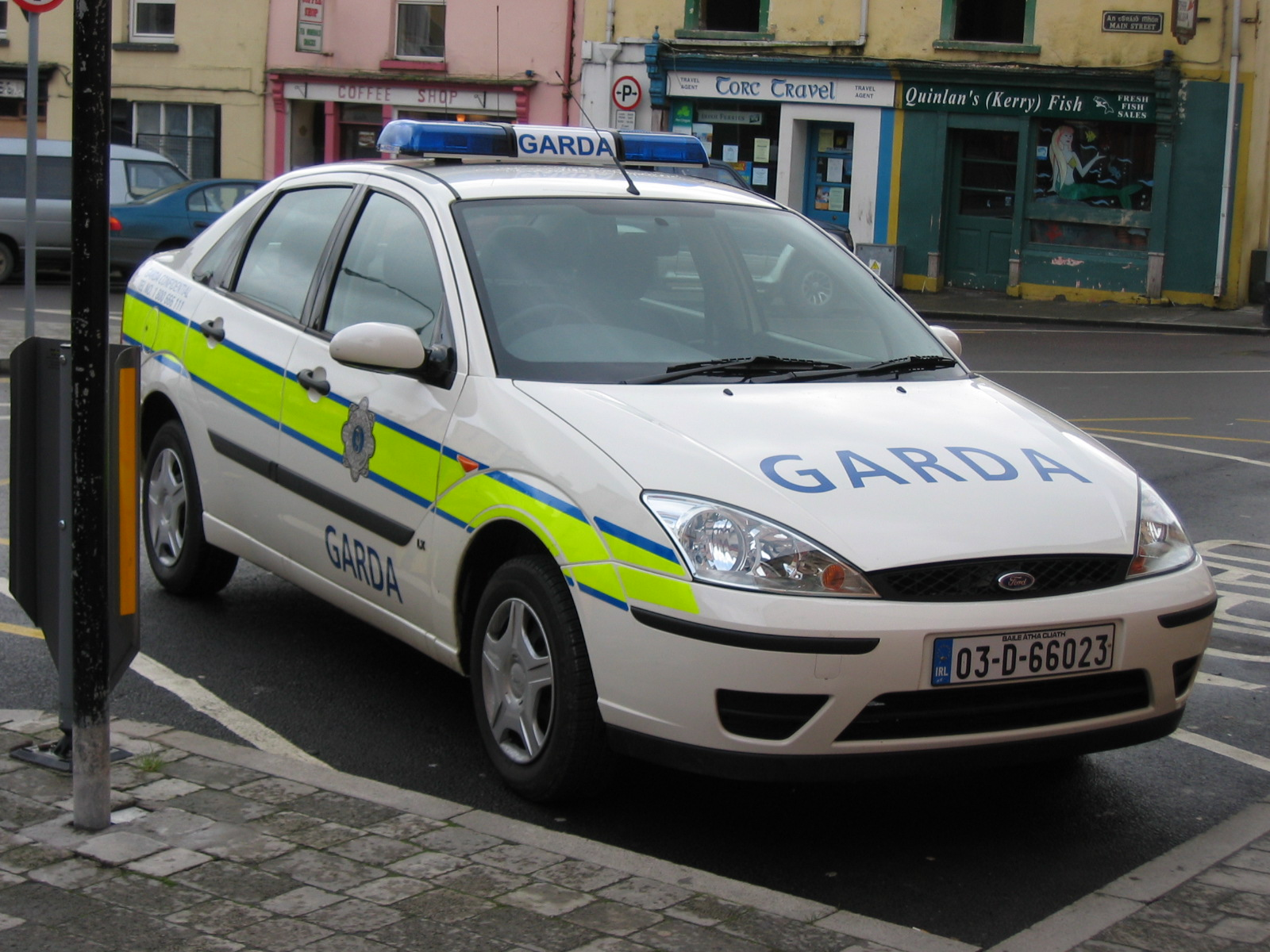
Un'autovettura della Garda a Dublino.

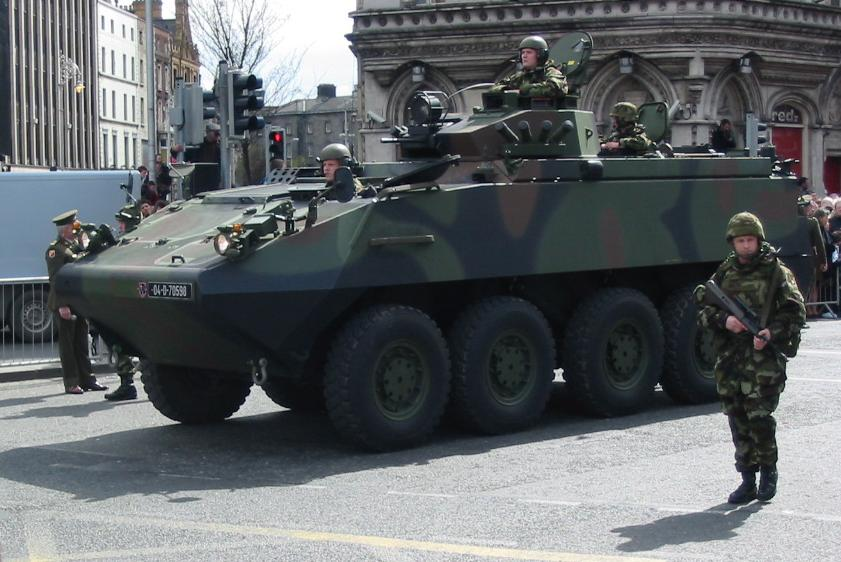
Esercito irlandese con un MOWAG Piranha in una parata militare nel 2006 a Dublino.

Le forze armate dell'Irlanda sono organizzate sotto l'egida della Irish Defence Forces (Oglaigh na HE'ireann). L'esercito irlandese è relativamente piccolo comparato a quello delle nazioni vicine, ma è ben equipaggiato, con 8 500 incaricati permanenti (13 000 nelle armate in riserva). Questa situazione riflette in maniera evidente la politica irlandese di neutralità, inaugurata sin dalla seconda guerra mondiale, e le sue regole piuttosto ristrette (cosiddetto triple-lock) per la partecipazione a conflitti. L'impiego dei soldati irlandesi avviene essenzialmente per le missioni di pace delle Nazioni Unite, la protezione delle acque territoriali (compito del Seirbhís Chabhlaigh na hÉireann) e lo svolgimento di mansioni civili nel paese. Esiste anche un Aer Chór na hÉireann e un Reserve Defence Forces (Irish Army Reserve and Naval Service Reserve). L'Irish Army Rangers è invece la divisione forze speciali. Oltre 70 000 militari irlandesi hanno partecipato in operazioni di peacekeeping delle Nazioni Unite intorno al mondo.
Nel rispetto della linea di neutralità, l'Irlanda non fa parte della NATO, e ha la più esigua marina dell'Europa occidentale (fatta eccezione per la Svizzera che non ha sbocchi sul mare).
La polizia civile dello Stato, la Garda Síochána na hEireann (Guardiani della Pace d'Irlanda), è responsabile di tutti gli aspetti delle attività di polizia civile, sia in termini di territorio che di infrastrutture. È guidata dal Commissario della Garda che viene nominato dal governo. La sede centrale si trova nel Phoenix Park di Dublino. Gli agenti in uniforme normalmente non portano armi da fuoco, ma solo un manganello. C'è anche la Póilíní Airm, un corpo di polizia militare che fa capo all'esercito.
L'Irlanda è il Paese meno violento dell'Unione europea, con 0,32 omicidi all'anno ogni 100 000 persone.

## Politica

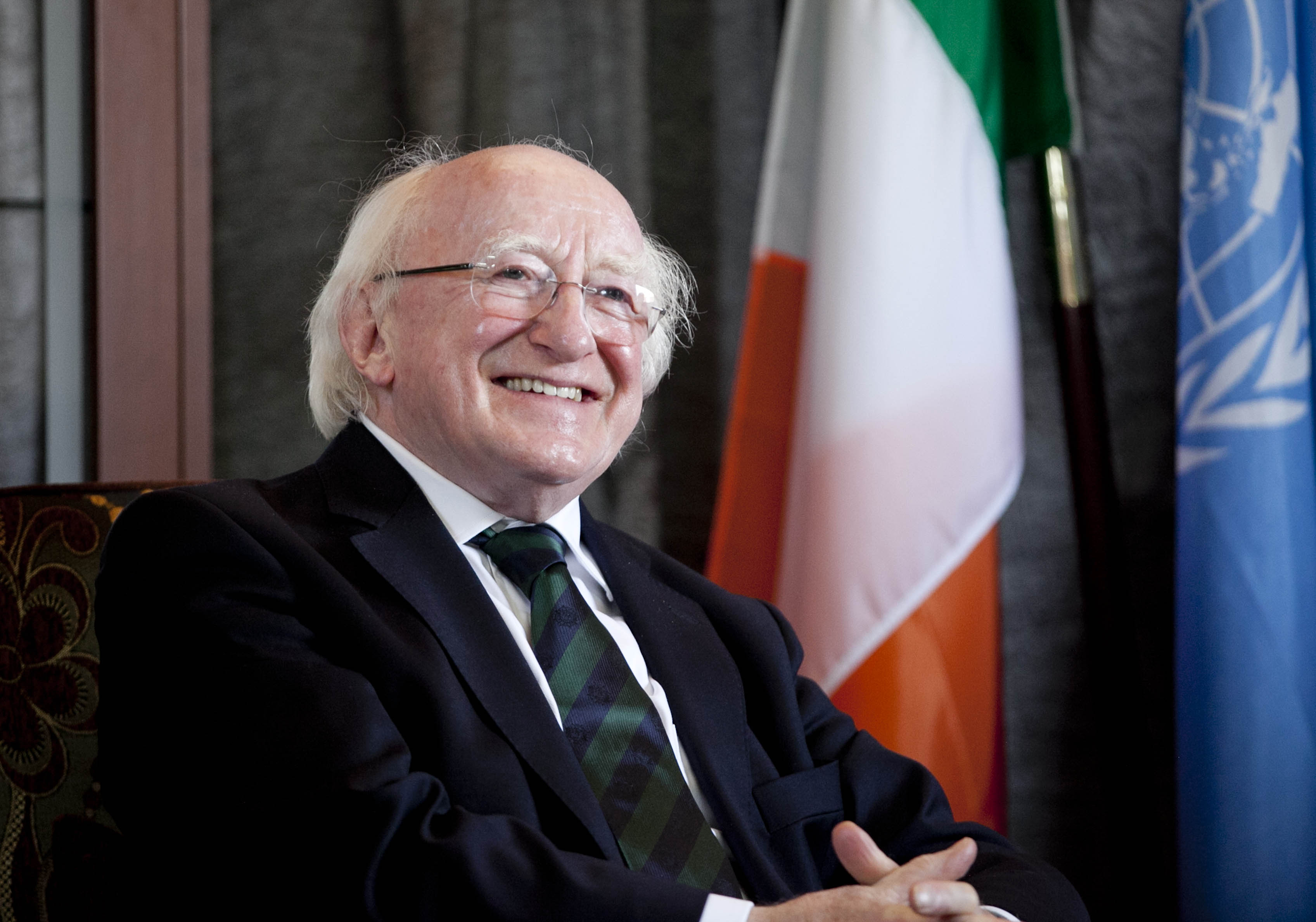
Michael D. Higgins, attuale presidente della Repubblica d'Irlanda.

L'Irlanda è una repubblica a base parlamentare dal 1949. Il Presidente della Repubblica (Uachtarán na hlÉireann), riconosciuto come capo dello stato, viene eletto dal popolo per 7 anni e può essere rieletto una sola volta, fino a un massimo di due mandati. La candidatura alla carica per essere valida deve ottenere l'appoggio di venti parlamentari o di quattro contee o dello stesso presidente uscente: queste condizioni hanno talvolta permesso il preventivo accordo di tutti i partiti su di un'unica candidatura, fatto che ha permesso, secondo il dettato costituzionale, la nomina diretta senza il passaggio elettorale. In ogni caso, il ruolo del Presidente è puramente cerimoniale e di garanzia per il sistema politico nazionale.
Il vero potere di governo è affidato invece al Primo ministro, il Taoiseach, che viene nominato dalla Camera e incaricato dal Presidente. Il Taoiseach è normalmente il leader del partito che si aggiudica più seggi nelle elezioni. Il governo (Án Rialtas) è costituzionalmente limitato a 15 membri.
Il Parlamento bicamerale, detto Oireachtas, è formato dal Senato, Seanad Éireann, e dalla Camera dei Rappresentanti, Dáil Éireann. Il Senato è formato da 60 membri: 11 nominati dal Taoiseach, 3 eletti dalla Università di Dublino (Trinity College), 3 della Università Nazionale di Irlanda nazionali e 43 in base ai risultati delle elezioni. Il Dáil ha 166 membri, Teachtaí Dála o Deputati. Non più di 2 membri del Senato possono essere scelti nel governo e il Taoiseach, il Tánaiste (vice primo ministro) e il Ministro delle finanze devono essere membri del Dail. L'attuale governo è frutto di un accordo tra il Fine Gael e il Fianna Fáil. Anche i partiti più piccoli, come il Sinn Féin, hanno una propria rappresentanza nel Dáil Éireann. Molto interessante è il sistema elettorale irlandese, il voto singolo trasferibile, ideato da Hare nel secolo scorso, che associa la scelta ordinale dei candidati a un'alta proporzionalità. Gli irlandesi apprezzano molto questo sistema elettorale: ne è la prova il fallimento di due referendum per modificarlo. Inoltre i critici del plurality inglese lo propongono spesso come alternativa più rispondente al sistema partitico del Regno Unito.
Negli ultimi anni, una delle figure pubbliche irlandesi più note all'estero è stata Mary Robinson, presidente dal 1990 al 1997 e prima donna a rivestire tale carica. A fine mandato l'incarico è passato a un'altra donna, la presidente Mary McAleese. Quindi, fino al termine del mandato avvenuto nel 2011, l'Irlanda ha avuto un presidente donna ininterrottamente per 21 anni.
Il 27 ottobre 2011 si sono svolte le elezioni presidenziali per eleggere il successore della presidente Mary McAleese. Il candidato laburista Michael D. Higgins ha riportato una vittoria schiacciante sugli avversari ottenendo il 56,8% dei voti, e venendo successivamente riconfermato in carica, col 55.81%, nel 2018.

### Il tricolore irlandese
La bandiera nazionale è il tricolore irlandese, composto da tre bande verticali di uguali dimensioni, di colore verde, bianco e arancio. La bandiera fu adottata la prima volta nel 1848 durante la rivolta della Giovane Irlanda, invece non venne sventolata durante la Sollevazione di Pasqua del 1916. La bandiera fu adottata ufficialmente nel 1922 con lo Stato Libero d'Irlanda e nel 1937 ricevette valore costituzionale. Nell'Irlanda del Nord la bandiera irlandese viene esposta dai gruppi nazionalisti che chiedono l'indipendenza dal Regno Unito e l'annessione alla Repubblica.

### Simboli della repubblica
Lo stemma irlandese ufficiale è un'arpa celtica d'oro su scudo blu. Lo strumento musicale raffigurato è l'Arpa di Brian Boru, esposta all'interno del Trinity College di Dublino. L'arpa è stata da sempre uno dei principali simboli dell'isola irlandese, data la particolare bravura dei suonatori della corte britannica provenienti da queste terre, sin dai tempi delle prime dominazioni britanniche, quando aveva però sembianze antropomorfe. L'arpa figura da sempre anche nelle monete (sia nei vecchi punt che negli attuali euro) e negli atti ufficiali, oltre che nello stendardo presidenziale.
Un altro simbolo molto conosciuto all'estero è il trifoglio, con cui San Patrizio era solito spiegare al popolo il significato della Trinità cristiana. Molti, erroneamente, lo scambiano per un quadrifoglio, simbolo di fortuna, che non ha a che vedere con la tradizione irlandese. Uno dei simboli tradizionali dell'Irlanda è la croce celtica. Si tratta di una croce a cui è sovrapposto un cerchio. Molte teorie cercano di spiegare la sua origine. Una di queste racconta che quando San Patrizio sbarcò in Irlanda per diffondervi il cristianesimo, scoprì che gran parte della popolazione era dedita al culto del sole, raffigurato appunto da un cerchio. Per far accettare la nuova religione, San Patrizio sovrappose il cerchio solare alla croce, simbolo del cristianesimo.

## Economia

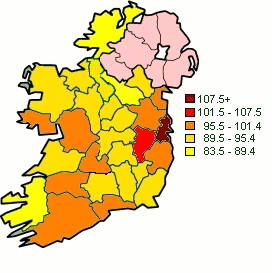
Distribuzione della ricchezza.

La Repubblica d'Irlanda è una piccola, moderna nazione ben inserita nel commercio internazionale. La crescita economica è stata in media del 10% nel quinquennio 1995-2000 e del 7% nel periodo tra il 1995 e il 2004. Tuttavia l'Irlanda ha risentito duramente della crisi economica internazionale, la quale ha colpito con particolare intensità il settore finanziario che costituisce una grossa fetta dell'economia irlandese, ed è uno di quelli con il più alto tasso di crescita. Nel 2008 diversi economisti hanno inserito l'Irlanda nel gruppo dei paesi PIIGS, quelli particolarmente a rischio di insolvenza nell'area Euro.
La situazione si è ulteriormente aggravata dopo una nuova crisi bancaria venuta alla luce nel novembre 2010, nonostante gli aiuti varati dalla Banca centrale europea nel 2008, e per la quale il governo irlandese ha dovuto accettare un prestito del Fondo di stabilizzazione europeo e del FMI, per un ammontare di 85 miliardi di euro, impegnandosi in cambio con un piano di taglio alla spesa pubblica per riportare il deficit sotto la soglia del 3% del PIL entro il 2014. Le stime precedenti all'ultima crisi bancaria prevedevano per il 2010 un PIL in ribasso del 9%. Tra il 2007 e il 2012 il debito pubblico in percentuale del Pil è aumentato del 368%, passando dal 24,8% al 116,1%. Oltre alla disoccupazione, l'emigrazione netta dall'Irlanda tra il 2008 e il 2013 è stata pari a 120.100, ovvero circa il 2,6% della popolazione totale secondo il censimento dell'Irlanda del 2011. Un terzo degli emigranti aveva un'età compresa tra i 15 e i 24 anni.
Storicamente l'industria irlandese è stata frenata dalla povertà di risorse minerarie (piccoli giacimenti di carbone e zinco), dalla scarsa produzione di energia elettrica e dalla politica economica britannica che aveva riservato all'isola il ruolo di esportatrice di prodotti agricoli. Il settore primario era un tempo il settore più importante ed era incentrato sull'allevamento di bovini e sulla coltivazione di barbabietole da zucchero, cereali e patate, ma è stato alla fine del XX secolo superato dall'industria, che produce il 38% del PIL ed impiega il 28% della forza lavoro. La grossa crescita industriale degli ultimi anni è dovuta anche alla bassissima tassazione delle imprese, che attestandosi al 12,5% è la più bassa d'Europa, e che ha inevitabilmente attirato le critiche di concorrenza sleale da parte di altri Stati europei. Sebbene le esportazioni siano ancora l'elemento di maggior traino per l'economia irlandese, quest'ultima beneficia molto anche dell'aumento nei consumi interni e dalla ripresa nelle costruzioni e negli investimenti industriali.
L'Irlanda è uno dei maggiori esportatori di prodotti farmaceutici, dispositivi medici e beni e servizi software. Nel suo Globalization Index 2010 pubblicato nel gennaio 2011 Ernst & Young con l'Economist Intelligence Unit ha classificato l'Irlanda al secondo posto dopo Hong Kong in una classifica di 60 paesi in base al loro grado di globalizzazione rispetto al loro PIL. Mentre l'economia irlandese ha avuto notevoli problemi di debito nel 2011, l'esportazione è rimasta un successo.
Durante il decennio appena trascorso, il governo irlandese ha sviluppato una serie di programmi economici nazionali per frenare l'inflazione (con poco successo negli ultimi anni), allentare il carico fiscale, ridurre la spesa pubblica in proporzione al PIL, incrementare la qualità della forza lavoro ed incoraggiare gli investimenti stranieri.

### Trasporti

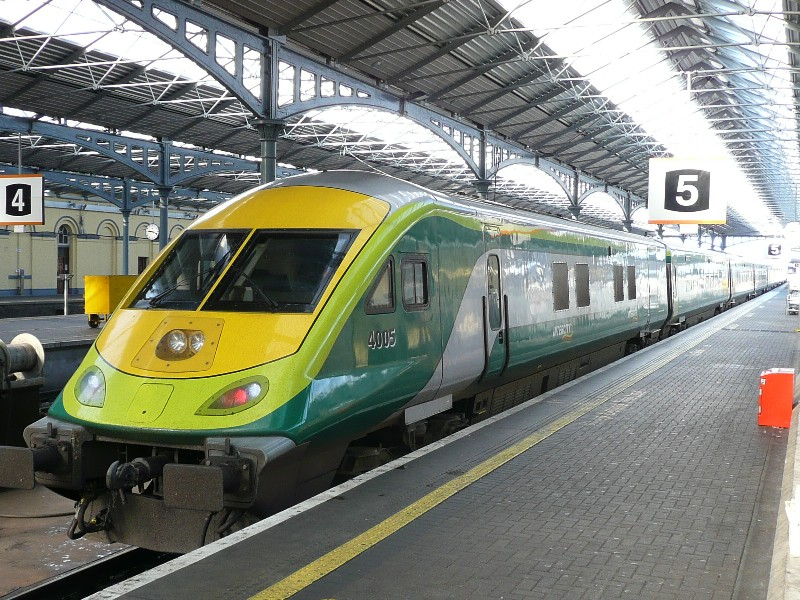
Stazione di Heuston.

Il Paese ha tre principali aeroporti internazionali: Dublino, Shannon e Cork. Questi servono una vasta gamma di rotte europee e intercontinentali, con voli di linea e charter. La compagnia aerea nazionale è Aer Lingus, mentre la compagnia Ryanair è la più grande compagnia aerea low cost europea, la seconda nel mondo. La rotta tra Londra e Dublino è la rotta aerea internazionale più trafficata in Europa con 14.500 voli nel 2017. Nel 2015 con 4,5 milioni di persone che hanno volato tra le due città ha rappresentato la seconda tratta più trafficata al mondo.

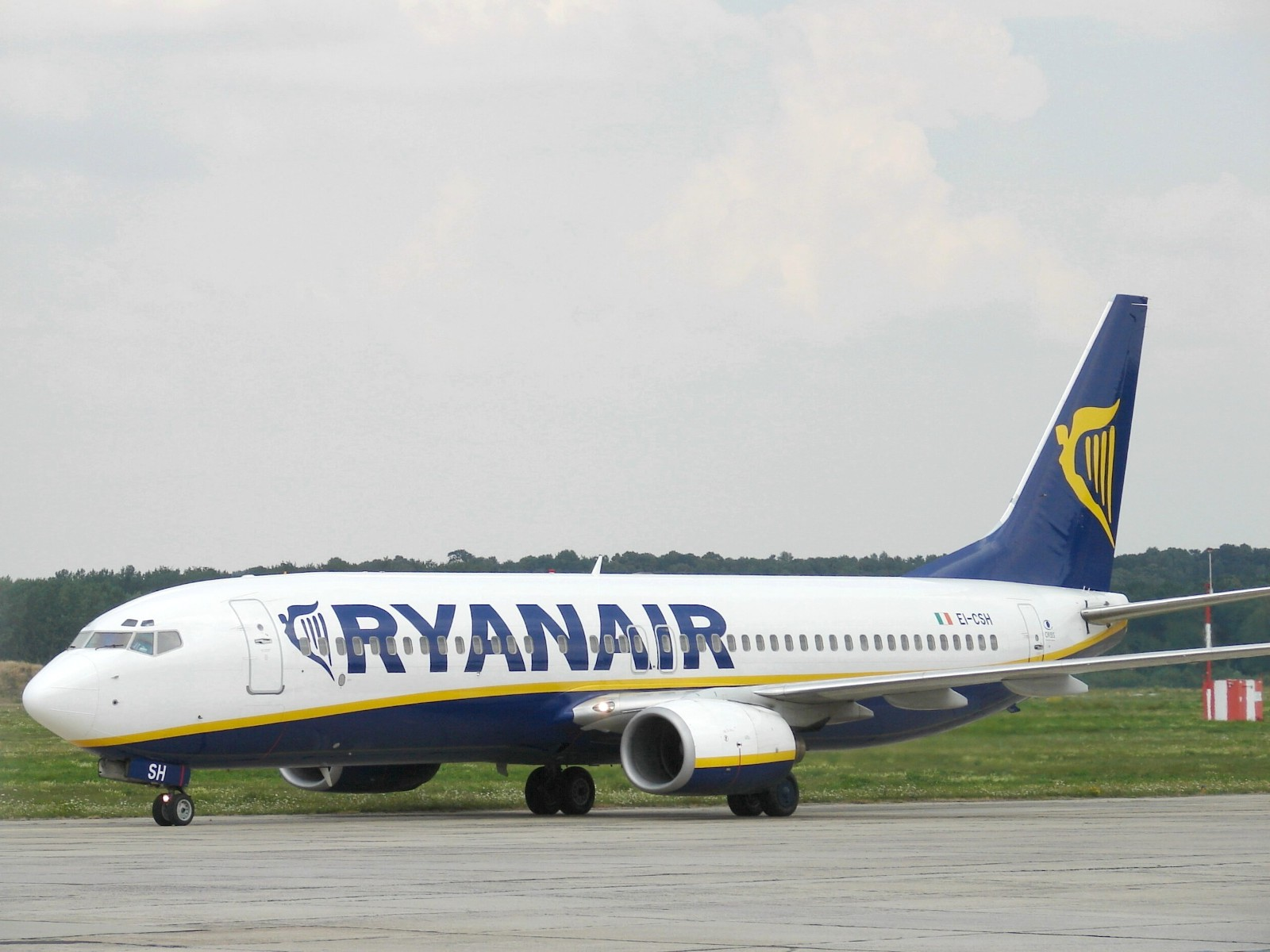
Ryanair

I servizi ferroviari sono forniti dalla Iarnród Éireann, che gestisce tutti i servizi ferroviari interurbani, pendolari e merci nel paese. Dublino è al centro della rete, con due stazioni principali (Heuston e Connolly) che collegano i principali centri e città. Il servizio Enterprise, gestito in collaborazione con le ferrovie dell'Irlanda del Nord, collega Dublino con Belfast. L'intera rete principale irlandese opera su binari con uno scartamento di 5 ft 3 in (1600 mm), che è unico in Europa. Il trasporto pubblico a Dublino include servizi come DART, Luas, servizi di autobus e bike sharing.

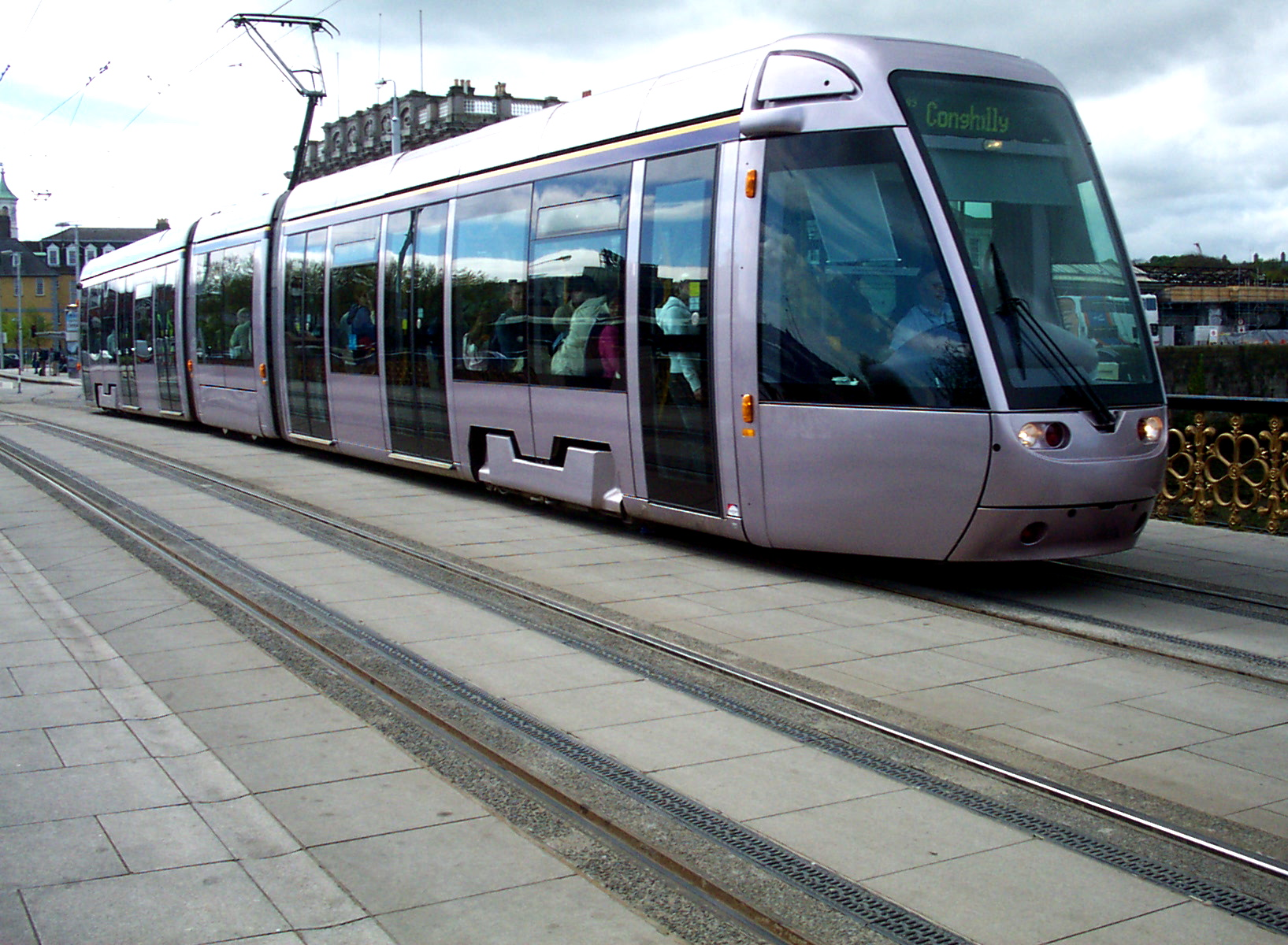
Luas

La rete stradale si concentra maggiormente sulla capitale con le autostrade che collegano altre grandi città tra cui Cork, Limerick, Waterford e Galway. Le strade principali e le autostrade sono gestite dalla National Roads Authority. Il resto delle strade (strade regionali e strade locali) sono gestite dalle autorità locali in ciascuna delle loro aree di competenza. Servizi di traghetto regolari vengono operati dall'Irlanda per Gran Bretagna, Isola di Man e Francia.

### Turismo
Il turismo rappresenta una ricchezza crescente che registra un numero sempre maggiore di presenze. Le principali mete tuttora sono Dublino e le zone costiere. Anche le città di Cork, Galway e Limerick hanno registrato negli ultimi decenni molti turisti. I canali navigabili sono anch'essi usati a scopo turistico, con lo svolgimento di crociere.

### Ambiente
L'Irlanda possiede meno specie animali e vegetali rispetto alla Gran Bretagna e al resto dell'Europa continentale; questo è dovuto principalmente al fatto che si è staccata dal continente divenendo un'isola poco dopo la fine dell'ultima era glaciale, circa 8 000 anni fa. In Irlanda si possono trovare differenti tipi di habitat, come ad esempio quello della prateria, la boscaglia, le foreste temperate, le distese di conifere, le paludi e vari ambienti costieri.

### Fauna

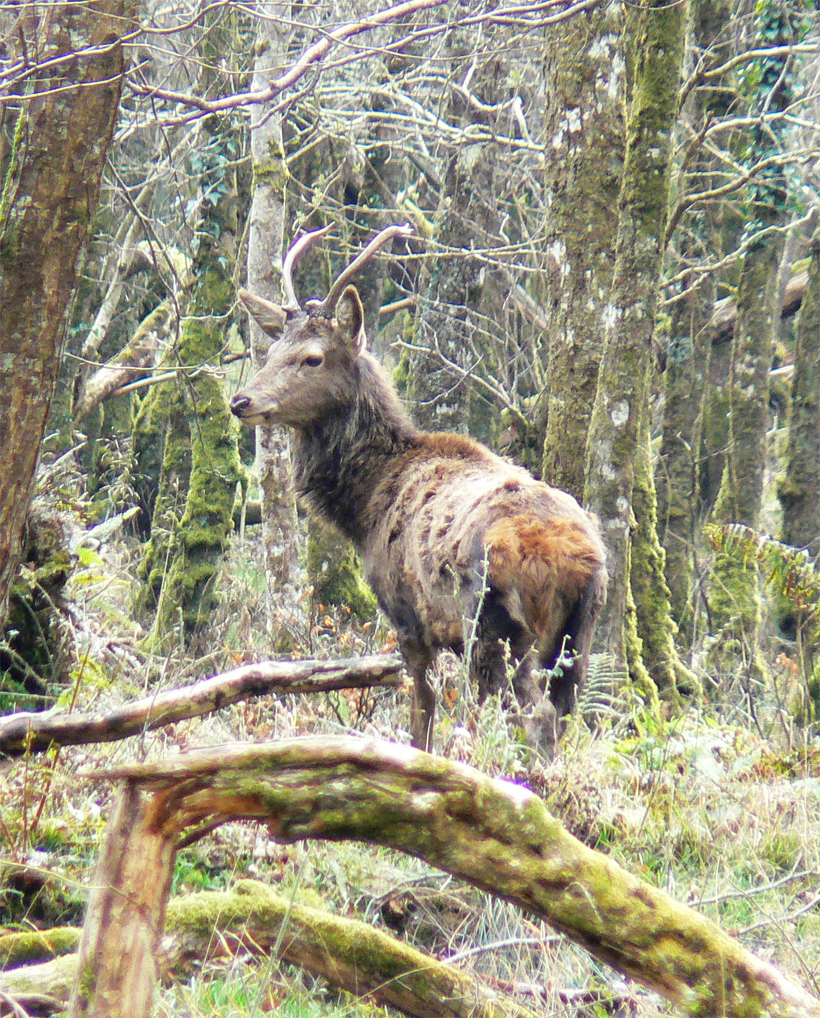
Esemplare di cervo nobile nel parco nazionale di Killarney.

Proprio a causa della sua nascita recente, a ridosso dell'ultima glaciazione, quando il livello del mare si alzò e separò l'Irlanda dal resto dell'Europa, l'isola ospita solamente 31 specie di mammiferi originarie. Alcune specie, come la volpe rossa, il riccio, l'ermellino e il tasso sono molto comuni, mentre altre, come il cervo nobile, la lepre variabile e la martora, sono più rare e possono essere viste quasi solamente nei parchi naturali o nelle riserve sparse per l'isola. Alcune specie che sono state introdotte, come il coniglio selvatico e il ratto delle chiaviche, si sono perfettamente ambientate. Talvolta, le coste dell'isola possono essere raggiunte da esemplari erratici di tricheco (Odobenus rosmarus): il primo caso documentato risale al 1897.
Nelle acque irlandesi è stata segnalata la presenza di 24 specie di cetacei, sia balene che delfini; tra esse ricordiamo: la balenottera minore settentrionale (Balaenoptera acutorostrata), la megattera (Megaptera novaeangliae), il mesoplodonte di Sowerby (Mesoplodon bidens), il capodoglio (Physeter macrocephalus), la focena (Phocoena phocoena), il globicefalo (Globicephala melas), l'orca (Orcinus orca), il lagenorinco rostrobianco (Lagenorhynchus albirostris), il lagenorinco acuto (Lagenorhynchus acutus), il grampo (Grampus griseus), la stenella striata (Stenella coeruleoalba), il delfino comune (Delphinus delphis) e il tursiope comune (Tursiops truncatus).
Tuttavia, a causa della caccia, sono molte anche le specie ormai scomparse dall'isola, come il lupo, il cervo gigante, il castoro, l'orso, il gatto selvatico e l'alca impenne; sono scomparse anche alcune razze d'allevamento native.
In Irlanda sono state censite circa 400 specie di uccelli, di cui molte migratrici. Si possono vedere, ad esempio, sia gli uccelli artici, che arrivano qui per svernare, che le rondini che arrivano d'estate dall'Africa per riprodursi. L'Irlanda possiede inoltre una ricca avifauna marina, che si stabilisce in grandi e numerose colonie di uccelli acquatici lungo le sue coste, come quelle nelle Saltee islands, nelle Skellig Michael e nelle isole Copeland. Degna di nota è anche la presenza delle aquile reali, che sono state reintrodotte sul territorio dopo aver corso il rischio di estinguersi.
In Irlanda non ci sono serpenti nativi e l'unico rettile originario dell'isola è la lucertola vivipara, che sembra avere una distribuzione uniforme e ampia su tutto il territorio nazionale, in zone costiere, paludose e montuose. Per quanto riguarda gli anfibi, tre sono le specie presenti: la rana montana, il tritone punteggiato e il rospo calamita. Tuttavia, è possibile che la rana non sia nativa dell'isola, dato che alcuni documenti sostengono che essa vi sia stata introdotta nel XVIII secolo. Il rospo calamita si può avvistare solo in pochi luoghi localizzati nella contea di Kerry e nella parte occidentale della contea di Cork. Certe specie di tartaruga marina appaiono regolarmente al largo delle coste sud-occidentali, ma non vengono a riva quasi mai.
Alcune delle specie non native dell'isola sono state introdotte accidentalmente durante gli approdi delle navi. Altre invece sono state deliberatamente introdotte dall'uomo; è il caso della Calyptraea chinensis, un gasteropode. Questa specie è stata avvistata per la prima volta a Clew Bay nel 1963. Durante il 1980-81 vennero fatte un totale di 121 retate nell'Irishlyre Harbour, e vennero trovate centinaia di questi gasteropodi.

### Flora
Fino al Medioevo l'Irlanda era ricoperta da foreste di querce, pini, faggi e betulle; esse coprono agli inizi del ventunesimo secolo circa il 9% del territorio. La maggior parte del territorio è ora utilizzato come pascolo per l'allevamento, ma si possono trovare molte piante selvatiche; ad esempio la ginestra comune, che si trova comunemente coltivando le zone più montuose, mentre le felci sono frequenti nei luoghi più umidi, specialmente nelle parti dell'Irlanda occidentale. L'Irlanda costituisce l'habitat per numerose specie di piante in generale e alcune di esse si trovano solo in questa parte dell'isola.
Per quanto riguarda la flora marina, le alghe sono diffuse, e trovano nell'isola un clima di tipo temperato-freddo. Le varie specie sono: Rhodophyta: 264; Heterokontophyta: 152; Chloropyta: 114; Cyanophyta: 31, dando come totale 574. L'isola è stata invasa da certe specie di alghe, alcune delle quali ora si sono ambientate molto bene: Asparagopsis armara; Colpomenia peregrina, ora abbondante fu scoperta sull'isola negli anni trenta; Sargassum muticum, ora ambientata in Strangford Lough; Codium fragile ssp. atlanticum e Codium fragile ssp. tomentosum, entrambe le sottospecie sono ora bene ambientate.

## Cultura

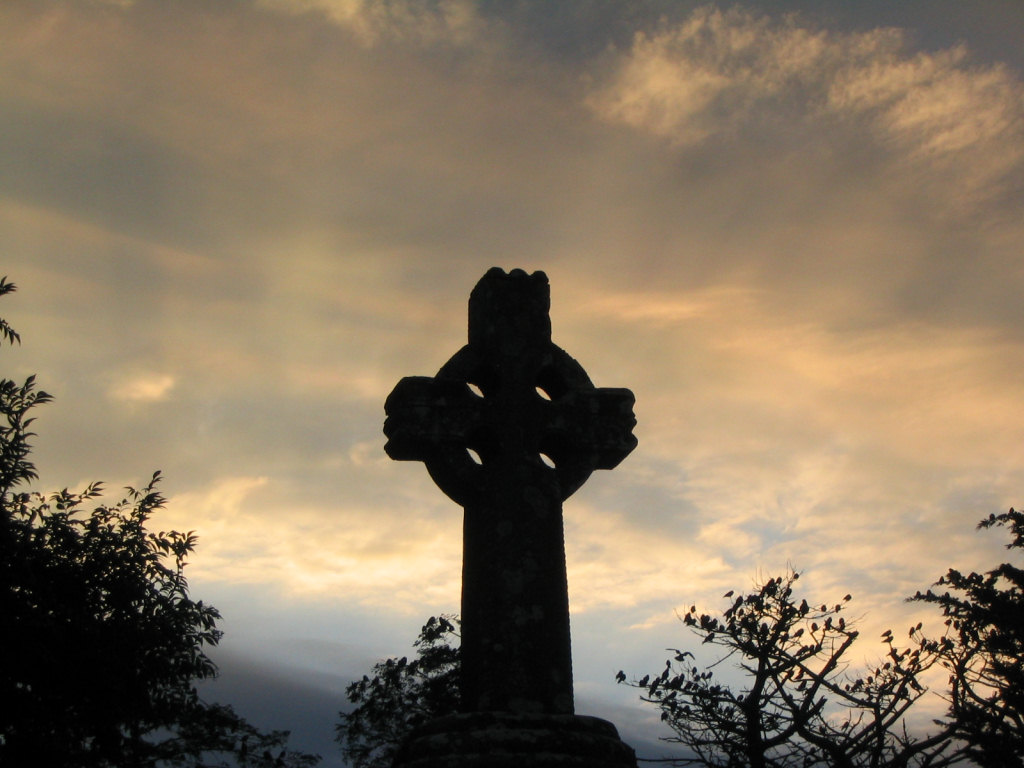
La croce celtica, uno dei simboli principali della particolare cultura irlandese.

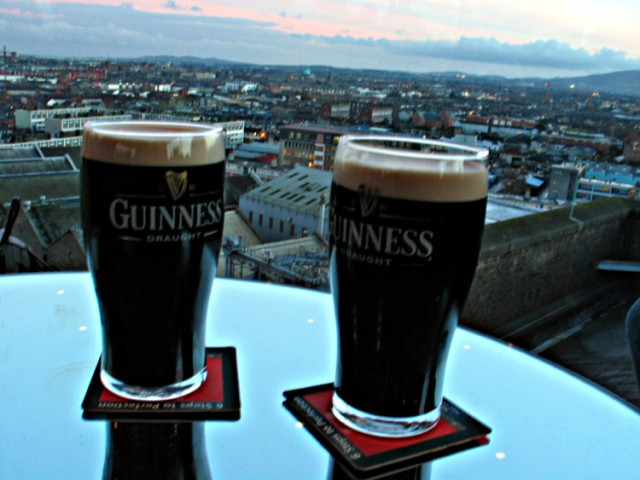
La Guinness, stout nera celebre in tutto il mondo.

È assai difficile parlare di cultura della Repubblica d'Irlanda in senso stretto senza correlarsi alla cultura dell'isola: a differenza della regione britannica dell'Ulster, nella quale gli squilibri sociali, il settarismo e il conflitto violento e spesso armato hanno portato notevoli influenze culturali originali, lo Stato indipendente ha continuato a cercare le radici nella storia gaelica pre-normanna e nelle tradizioni della popolazione, il che ha portato dopo l'indipendenza a riscoprire la lingua gaelica e a proclamarla lingua nazionale.
La cultura irlandese, infatti, vanta un'evoluzione che attraversa un arco di diversi secoli e parte sin dai tempi preistorici. La situazione attuale si snoda agli estremi tra la tranquilla e folcloristica vita dei contadini e degli allevatori dell'ovest e delle midlands e lo stile di vita degli abitanti delle grandi e moderne città, così come tra i cattolici sparsi in tutta l'isola e i protestanti dell'Ulster, tra le piccole popolazioni che parlano la lingua irlandese nelle zone Gaeltacht e la maggioranza anglofona, tra la popolazione stabile e i cosiddetti Travellers, e tra gli immigranti in aumento e le popolazioni native.
L'isola d'Irlanda è famosa nel mondo, fra le tante cose, per il Libro di Kells, la birra Guinness, la particolare musica folk.

### Letteratura
In ambito letterario si sono distinti scrittori del calibro di Thomas Moore, di Bram Stoker, per il genere del romanzo gotico e autore di Dracula (1897), James Joyce, esponente del modernismo letterario e noto autore dell'Ulisse (1922), George Bernard Shaw, Richard Brinsley Sheridan, Oliver Goldsmith, Oscar Wilde, Joseph Sheridan Le Fanu, William Butler Yeats, Samuel Beckett, Jonathan Swift, Seamus Heaney, Herminie T. Kavanagh, Maria Edgeworth, John Banim, Gerald Griffin, Charles Kickham, William Carleton, George Moore, e molti altri. Shaw, Yeats, Beckett e Heaney sono stati insigniti del premio Nobel per la letteratura. Nel XXI secolo si distinse, tra gli altri, Karen Gillece, prima scrittrice irlandese a ricevere il Premio letterario dell'Unione europea, nel 2009, col romanzo Longshore Drift .

### Filosofia

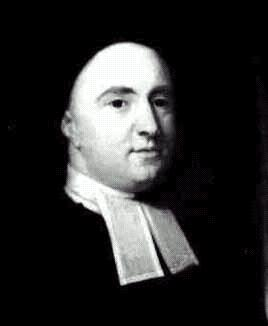
George Berkeley, uno dei maggiori esponenti dell'empirismo britannico.

Durante l'Alto Medioevo si distinse la figura di Giovanni Scoto Eriugena, esponente del neoplatonismo e autore dell'opera La divisione della natura.
George Berkeley, padre dell'immaterialismo, termine da lui coniato, fu un'importante figura dell'empirismo britannico del XVIII secolo, autore del Trattato sui principi della conoscenza umana (1710).
Sempre nel XVIII secolo si distinse la figura di Francis Hutcheson, irlandese, ma esponente di spicco dell'illuminismo scozzese.

### Musica
In ambito musicale, figure importanti del XX secolo sono il gruppo The Chieftains e anche The Dubliners, Christy Moore, Pat Ingoldsby, Shane MacGowan, Sinéad O'Connor, Enya, i Clannad e lo show di danza Riverdance.
Anche il rock deve molto ai musicisti irlandesi: The Cranberries, gli U2, con grandi successi, tra i quali il singolo One (1992), i Pogues, i Thin Lizzy, Rory Gallagher, Gary Moore, i God Is an Astronaut e Bob Geldof, che provengono infatti dall'isola, senza dimenticare il gruppo dark underground dei Virgin Prunes. Sono da citare anche The Corrs, gruppo pop-rock; la boyband irlandese per eccellenza, i Boyzone, nata negli anni novanta, i Westlife, i The Script. Il frontman Dave King del gruppo Celtic punk Flogging Molly è irlandese. Damien Rice e Lisa Hannigan provengono entrambi dalla provincia del Leinster.
Dall'Irlanda del Nord (Belfast) proviene invece il famoso gruppo degli Snow Patrol, oltre alla band punk degli Stiff Little Fingers e il celebre musicista e cantante Van Morrison. Tra le altre cantanti irlandesi si può ricordare Niamh Kavanagh, vincitrice dell'Eurovision Song Contest 1993.

### Cinema
Il primo film irlandese candidato per l'Oscar al miglior film straniero è stato, nel 2023, The Quiet Girl, diretto dal regista irlandese Colm Bairéad. Precedentemente, il primo film irlandese entrato nella short-list per l'Oscar al miglior film straniero fu, nel 2016, Viva, del regista Paddy Breathnach.

### Patrimoni dell'umanità
Alcuni siti irlandesi sono stati iscritti nella Lista dei patrimoni dell'umanità dell'UNESCO.

### Scienze

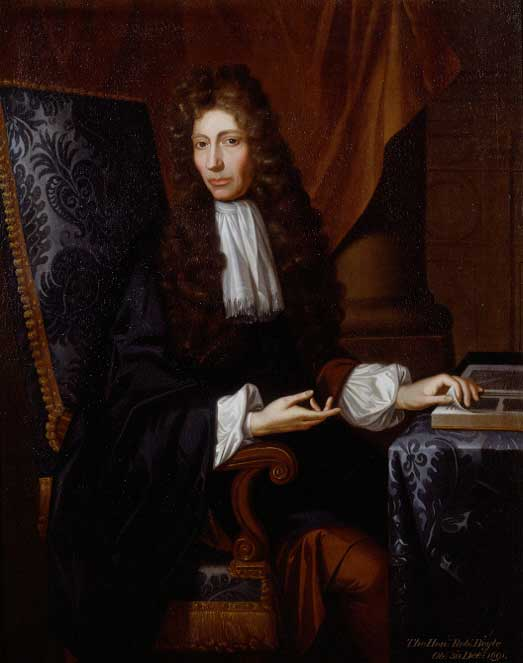
Robert Boyle.

Nel XVII secolo spicca la figura di Robert Boyle, noto, in particolare, per la legge di Boyle e per l'opera scientifica Il chimico scettico (1661) che lo rese tra i fondatori della chimica moderna. Nel 1868 venne proposta l'unita di misura Kelvin, che prende il nome dal fisico irlandese William Thomson, I barone Kelvin. Tra gli esponenti del mondo scientifico irlandese ricordiamo anche Ernest Walton del Trinity College di Dublino, insignito del premio Nobel per la fisica per le scoperte sulla fissione dell'atomo.

#### La nascita della sismologia
- 9 febbraio 1846: alla Royal Irish Academy viene presentato l'articolo On the Dynamics of Earthquakes ( Sulla dinamica dei terremoti), dall'ingegnere e sismologo irlandese Robert Mallet, considerato il padre della sismologia [64]
- Si ritiene che Robert Mallet abbia coniato i termini sismologia e epicentro[65] e nel 1854 pubblica la prima carta sismica del mondo.

### Missioni spaziali
1º dicembre 2023: viene lanciato EIRSAT-1, il primo satellite irlandese

### Altri aspetti culturali
Alcune ricerche archeologiche fanno risalire le origini di una delle bevande simbolo dell'Irlanda a qualche millennio fa; secondo una leggenda, il popolo irlandese sarebbe nato dai Fomori, divinità rese immortali dalla conoscenza del segreto della birra. Chiamata dai celti "corim", nel 2500 a.C. questa bevanda veniva aromatizzata con miele ed erbe selvatiche. Il Crith Gablach, antica raccolta di leggi irlandesi dell'inizio dell'VIII secolo, imponeva i nobili di bere una birra con la servitù nel giorno della Domenica. Prodotta spesso nei monasteri a partire dall'Alto Medioevo, raggiunse la massima diffusione nella prima metà dell'Ottocento. Ancora oggi il Pub irlandese resta un importante luogo di vita sociale, a volte anche negozio alimentari in campagna, o sede di incontri letterari e musicali nelle grandi città.

### Mitologia
La mitologia irlandese è il corpus dei miti e leggende d'Irlanda. Per quanto profondamente influenzata dalla cristianizzazione dell'isola, molto è stato conservato, magari spogliato dell'originale significato, nella letteratura irlandese medievale, tanto che si può dire che la mitologia irlandese sia il ramo meglio conosciuto della mitologia celtica.

### Gastronomia
La cucina irlandese, basata soprattutto sull'utilizzo della carne, ha come elementi rilevanti della propria arte culinaria la patata e la birra.

### Inno nazionale
Amhrán na bhFiann (IPA: [aʊɾɒn næ viən]) è l'inno nazionale irlandese. Sebbene solitamente cantato in gaelico, è anche tradotto in inglese come A soldier's song, ma anche come Amhrán Náisiúnta na hÉireann. Il testo della canzone è di Peadar Kearney, mentre l'arrangiamento è dello stesso Kearney e di Patrick Heeney. Fu composto nel 1907 e pubblicato nell'Irish Freedom la prima volta nel 1912. La versione originale in irlandese era invece opera di Bulmer Hobson.
I nazionalisti l'hanno eletto a inno dell'intera isola d'Irlanda ed è cantato in ogni occasione per gli sport gaelici gestiti dalla GAA (Gaelic Athletic Association).

### Festività e ricorrenze nazionali
| Data      | Nome                  | Significato                                                                     |
| --------- | --------------------- | ------------------------------------------------------------------------------- |
| 17 marzo  | Festa di san Patrizio | arrivo del Cristianesimo in Irlanda grazie a San Patrizio, patrono dell'Irlanda |
| 16 giugno | Bloomsday             | Celebrazioni per lo scrittore irlandese James Joyce                             |

## Sport
Il colore sportivo nazionale dell'Irlanda è il verde, colore simbolo anche dei nazionalisti nel Nord e colore predominante delle praterie che dominano la gran parte dei paesaggi dell'isola.
Lo sport è molto seguito in Irlanda, e spesso le rappresentative nazionali riuniscono giocatori di tutta l'isola d'Irlanda, non solo della Repubblica d'Irlanda, nonostante le rivalità storiche ancora in parte presenti tra le due parti dell'isola.
Questa prerogativa non crea particolari problemi nel Regno Unito dato che esistono compagini anche in terra britannica delle cosiddette home nations (Scozia, Galles e inghilterra) o più semplicemente selezioni britanniche. Per gli Accordi di Belfast un cittadino nordirlandese può scegliere se inserire sul proprio passaporto irish o british scegliendo direttamente anche quale eventuale selezione olimpica o sportiva andare a servire.

### Calcio
Il calcio è lo sport più praticato nel paese, anche se non necessariamente il più seguito. È uno dei pochi sport in cui esistono federazioni divise fra Eire e irlanda del Nord e, di conseguenza, due nazionali coincidenti con le due nazioni. Questo è dovuto più a dissapori dei dirigenti nell'originaria organizzazione Federazione calcistica dell'Irlanda del Nord (IFA) di Belfast con dissidenti che si insediarono a Dublino che non a motivi derivati dalla scissione dell'isola in due entità politiche differenti. Originariamente infatti la nazionale irlandese era unita, salvo poi esservene due che chiamavano giocatori da tutta l'isola indistintamente. Fu la Union of European Football Associations (UEFA) a porre un freno a questa situazione identificando, viste le sedi delle due federazioni, l'una e l'altra Irlanda con le due entità politiche.
La Nazionale di calcio dell'Irlanda ha avuto un periodo piuttosto piatto dalla creazione fino agli anni 1980, non riuscendo mai ad avere un ruolo di importanza nel calcio internazionale. La situazione è cambiata alla fine degli anni ottanta, quando la rappresentativa è riuscita a qualificarsi a tre fasi finali dei Mondiali e a tre degli Europei.
A dispetto della buona crescita della nazionale, il campionato irlandese è a livelli decisamente bassi: le tifoserie sono dedicate ma poche, gli stadi piccoli e la qualità delle formazioni relativamente scadente paragonate allo standard europeo. L'attenzione della maggioranza del pubblico è rivolta soprattutto al campionato inglese, a detrimento di quello irlandese. Discorso a parte merita il Celtic, squadra scozzese, seguita e sostenuta in Eire e dalla comunità repubblicana nordirlandese in quanto portatrice dei valori e dei simboli celtici, e sostenuta da molto tempo anche dalla minoranza cattolica di Glasgow.
L'Irlanda non ha in bacheca alcuna coppa internazionale, né a livello di nazionale, né di club.
Tra i più importanti giocatori irlandesi ricordiamo Roy Keane, inserito nella lista FIFA 100.

### Sport gaelici

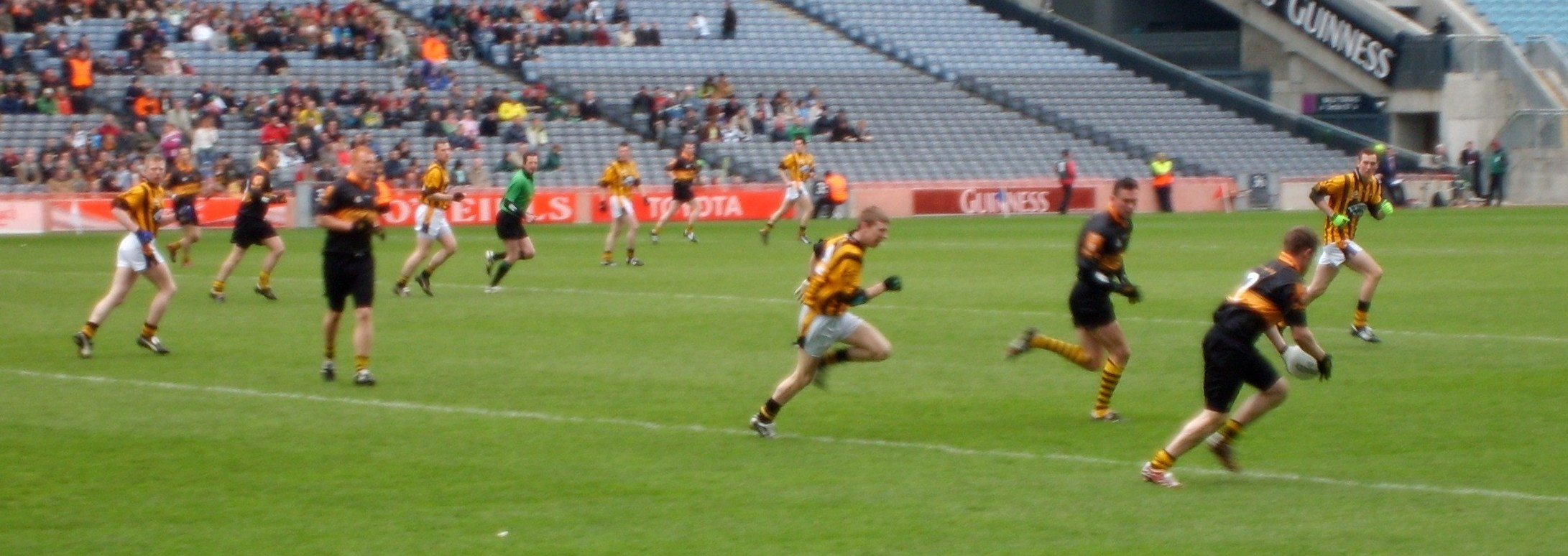
Una partita di calcio gaelico

Gli sport gaelici sono una prerogativa esclusivamente irlandese. Questi includono il calcio gaelico, l'hurling e il Camogie. Sono gli sport più seguiti nell'isola intera e vengono gestiti dalla Gaelic Athletic Association (GAA), che ha sede a Dublino in Croke Park. Tra i vari sport organizzati dalla GAA, il calcio gaelico e l'hurling assumono particolare rilevanza in estate durante le competizioni All-Ireland, veri e propri tornei tra le selezioni delle contee che culminano ad agosto-settembre con la finale a Dublino, nello stadio di Croke Park.

### Rugby

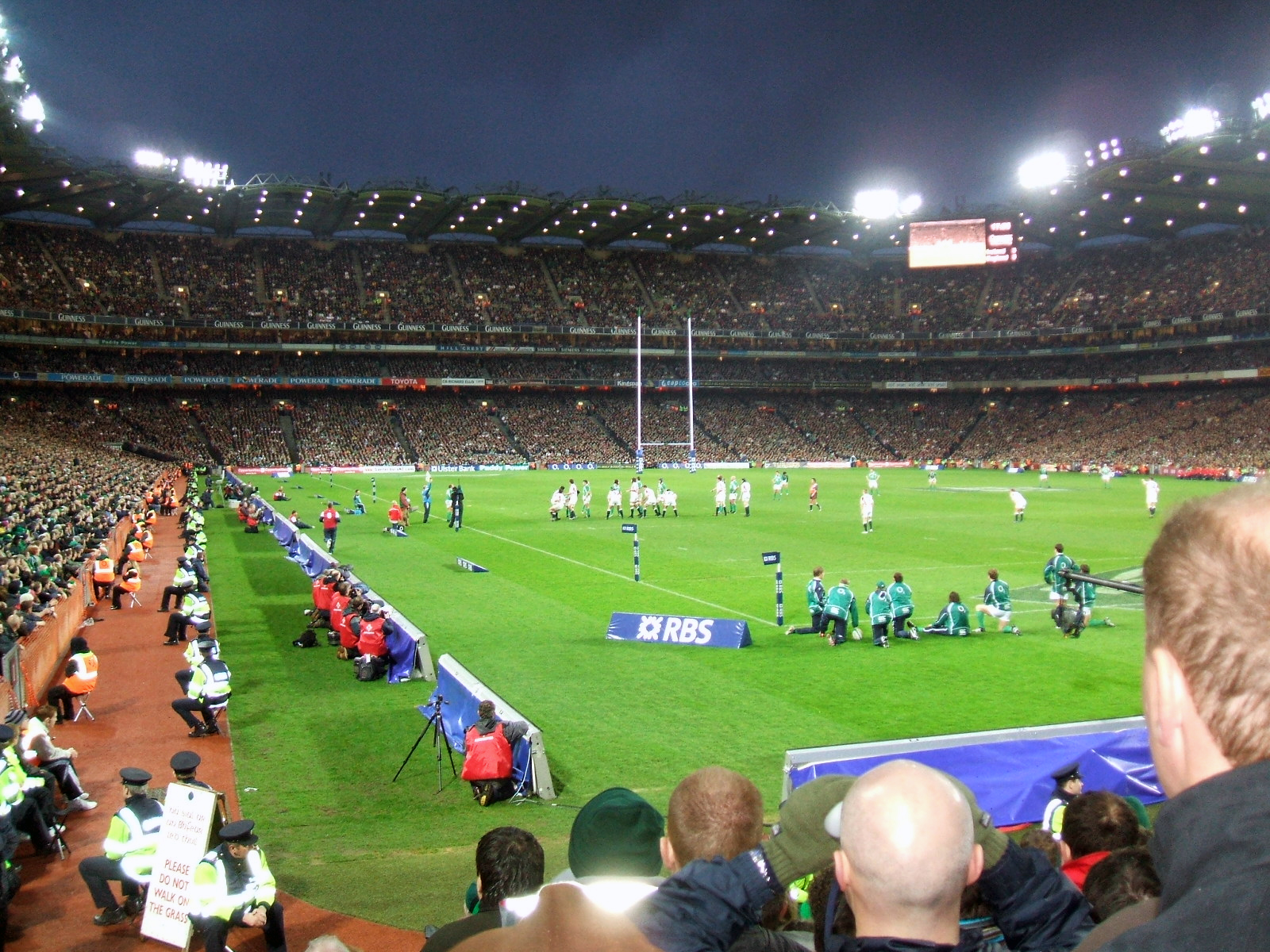
La nazionale di rugby al Croke Park.

Il rugby è forse lo sport di origine britannica nazionale più popolare in Irlanda, e anche in questo caso la nazionale di rugby irlandese comprende giocatori di tutta l'isola. È una delle nazionali di più alto livello nel mondo e partecipa al Sei Nazioni. Un'unica nazionale rappresentativa di tutta l'isola ha richiesto un inno apposito, lo Ireland's Call, che solo in occasione di incontri disputati nel territorio dell'Eire è preceduto dall'inno della Repubblica irlandese.
Anche molti dei club di rugby irlandesi giocano ad alti livelli, come il Munster Rugby, campione europeo nel 2005 e nel 2008, il Leinster Rugby, campione europeo nel 2009, 2011 e 2012, e il Connacht. La squadra dell'Ulster Rugby, che rappresenta non solo le sei contee dell'Irlanda del Nord ma anche le tre contee della provincia dell'Ulster facenti parte della Repubblica, è stata anch'essa campione d'Europa nel 1999. Si può notare come le squadre ricalchino la storica divisione in province dell'isola.

### Baseball
La nascita del baseball in Irlanda avvenne intorno ai primi anni novanta, quando è stato organizzato per la prima volta un campionato amatoriale tra Dublino e Greystones nei campi da rugby e calcio. Da allora lo sport si è sviluppato molto rapidamente fino ad istituire nel 1997 una lega organizzata (e affiliata alla IBAF, International Baseball Federation), la Irish Baseball League (IBL) che comprende sei squadre, più altre categorie inferiori. La IBL comprende club sia della Repubblica d'Irlanda sia dell'Irlanda del Nord.
La nazionale partecipa regolarmente alle fasi di qualificazione dei campionati europei e mondiali, ottenendo, in quelli europei, l'accesso alle fasi successive.

### Hockey su ghiaccio
L'hockey su ghiaccio è più popolare nell'Irlanda del Nord, con una squadra professionista, i Belfast Giants che giocano nella Elite Ice Hockey League. L'Irish Ice Hockey League comprende una serie di squadre amatoriali sia della Repubblica d'Irlanda che dell'Irlanda del Nord.

### Giochi olimpici
Il primo campione olimpico e anche prima medaglia olimpica irlandese fu vinta da Pat O'Callaghan, nel lancio del martello, ai Giochi olimpici di Amsterdam 1928.
A Parigi 2024 Daniel Wiffen ha portato l'unico oro della spedizione negli 800 stile libero (nuoto)

### Sport motoristici

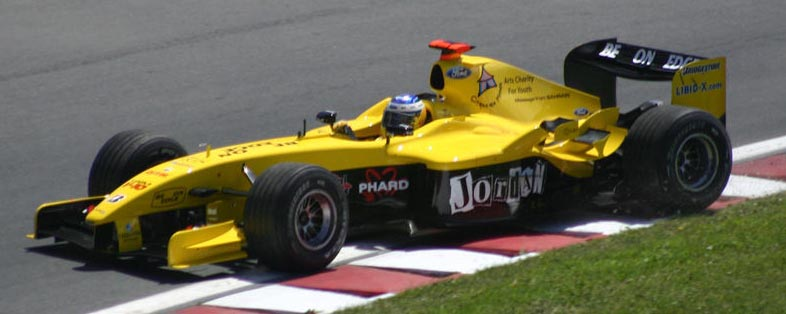
Nick Heidfeld su Jordan EJ14 al Gran Premio del Canada 2004.

Nel 2007, l'Irlanda ha fatto il suo ingresso nell'automobilismo mondiale con il WRC Rally Ireland, penultima prova del Campionato del mondo rally 2007 e prova d'apertura di quello del 2009. Dal 1991 al 2005 il team irlandese Jordan Grand Prix ha preso parte al Campionato mondiale di Formula 1 nel quale ha ottenuto quattro vittorie e ha lottato per il titolo piloti nella stagione 1999. Questo team inoltre, nel 2003, ha ingaggiato come pilota titolare l'irlandese Ralph Firman. Per quanto concerne il motociclismo, l'irlandese Ralph Bryans è stato campione del mondo della Classe 50 del Motomondiale nel 1965 in sella ad una Honda; nei primi anni 2000 Eugene Laverty ha ottenuto più di dieci vittorie sia nel mondiale Superbike che nel mondiale Supersport concorrendo per la conquista del titolo in entrambe le categorie.

### Altri sport
Altri sport molto seguiti e tradizionali nella Repubblica (quanto nell'isola intera) sono l'equitazione, molto praticata a tutti i livelli, le corse canine e il pugilato, che ha prodotto ottimi atleti come la campionessa Katie Taylor, più volte medaglia d'oro mondiale, e lo storico pugile Paddy Ryan. Il ciclismo e l'atletica sono abbastanza apprezzati e hanno portato alla ribalta importanti atleti.
La pallacanestro è, invece, uno sport emergente che raccoglie seguito crescente, ma è molto indietro rispetto ad altri paesi europei. Essendo l'Irlanda circondata dal mare, sono molto apprezzati anche il nuoto, il canottaggio e gli sport acquatici.